# Ндре Мьєда
Ндре Мьеда (алб. Ndre Mjeda; *19 листопада 1866, Шкодер — †1 серпня 1937, Шкодер) — албанський поет, лірик, лінгвіст, католицький священик, член чернечого ордену єзуїтів.

## Біографія
Походив з бідної селянської родини. З 1880 по 1887 року вивчав літературу в Картузіанському монастирі в Валенсії (Іспанія), риторику, латинську та італійську мови в Єзуїтському колежі в Далмації, в Папському григоріанському університеті в Римі та в Григоріанському коледжі у К'єрі (Італія). Під час свого навчання почав писати вірші.
З 1887 по 1891 рік викладав музику в Кремоні у Коледжі «Marco Girolamo Vida». В цей же час займався перекладом на албанську мову католицьку релігійну літературу. Пізніше відправився до Кракова, де вивчав філософію і філологію в єзуїтському коледжі, по закінченні якого відправився в Далмацію, де працював бібліотекарем в Григоріанському коледжі в Кралєвіці. В цьому ж коледжі викладав логіку і метафізику. У 1898 році був виключений з професорського складу після конфлікту між Австро-Угорщиною та Ватиканом.
У 1887 році заснував літературний журнал «Agimi» (Світло).
Переїхавши до Шкодера, працював в Літературній комісії в австро-угорській адміністрації. Після здобуття незалежності брав активну участь у політичному житті країни, був членом албанського парламенту (1921–1924). За патріотичні мотиви, що містилися в його першій поемі «Плач солов'я» (1887), він був заарештований турецькою владою. Після поразки уряду Нолі пішов з політичної діяльності і став служити настоятелем в католицькому приході в населеному пункті Кукель і викладати албанську мову та літературу в єзуїтському коледжі.

## Творчість
У 1917 році вийшла збірка віршів і поем «Ювеналія», в який крім «Плачу солов'я», увійшли патріотичні твори «Виснажений», «Мрія жизін», «Туга на батьківщині», «Могила Скандербега» і ін. Відомі також його поеми «Лісус», «Скутарі» (незакінчена), «Свобода», в якій поет виступає проти іноземного засилля в албанську житті та економіці і проти місцевої влади. Також Ндре належить цінна лінгвістична праця «Зауваження про артикули власних займенників албанської мови» (1934).